# Гліцерій
Флавій Гліцерій (лат. Flavius Glycerius) — римський імператор, що правив у березні 473 — червні 474 років.
По смерті Олібрія трон у західній частині римської імперії залишається незайнятим, оскільки імператор східної римської імперії Лев I не мав гідного кандидата.
Про Гліцерія відомо небагато. Він займав посаду comes domesticorum командира охорони.
Гліцерій був проголошений імператором в березні 473 року полководцем Гундобадом. За словами Йордана, він отримав владу швидше шляхом захоплення, ніж законного обрання. Візантійський імператор Лев I не визнав Гліцерія і відправив до Італії свого ставленика Юлія Непота. У червні 474 року він увійшов у Равенну і був визнаний імператором. Гліцерій утікає до Риму, який проте закриває перед ним двері. Юлій Непот відправив попередника і невизнаного імператора Гліцерія єпископом у Салону (тепер місто Спліт). Після його зміщення 24 червня Непот приймає у Римі титул авґуста (Йордан; 'Про походження і діяння гетів'; 240).
Згодом Гліцерій був призначений єпископом у Медіоланум (суч. Мілан), де він і помирає бл. 480 року. Античний історик Малх Філадельфійський згадує проте, що Гліцерій брав участь у змові проти Непота у 480 році під час якої і був вбитий.